# Mark V
Mk V — британский тяжёлый танк времен Первой мировой войны. Как и предыдущие британские танки, выпускался в двух модификациях, различавшихся между собой вооружением: «самец» (англ. male) — со смешанным пушечно-пулемётным вооружением и «самка» (англ. female) — с меньшим весом и исключительно пулемётным вооружением.

## История создания
Новая модификация Mk V существенно отличалась от своих предшественников как внутренне, так и внешне. На ней установили четырёхскоростную, планетарную коробку передач системы Вильсона и специальный танковый двигатель «Рикардо». Отныне машиной управлял один человек — удалось избавиться от бортовых коробок передач. Отличительным внешним признаком Mk V стали воздухозаборники системы охлаждения, смонтированные по бортам танка. Радиатор устанавливался в одном блоке с мотором. Рубку командира увеличили, а в корме установили ещё один пулемёт. Первые Mk V начали поступать в войска в мае 1918 года, а всего до конца войны было создано 400 машин — по 200 «самцов» и «самок».

## Дальнейшее использование
Боевые машины Mk IV и Mk V — основные английские танки Первой мировой войны. Несмотря на множество недостатков, они успешно участвовали во многих сражениях и широко использовались в армиях других стран: 77 машин англичане передали французам 1 ноября 1918 года, несколько экземпляров были и в армии США. Трофейные Mk IV были в кайзеровской армии, а Mk V — в войсках интервентов и «Белой гвардии» в России. Некоторые из них были захвачены Красной Армией и названы «Рикардо», по отлитому на блоке цилиндров двигателя названию фирмы-изготовителя силового агрегата (использовались до 1930 года). После Первой мировой войны только танки Mk V и Mk V* состояли на вооружении британской армии. Также танки были в армиях Польши, Японии, Латвии, Эстонии (до начала Второй мировой). Имеются сведения об участии танка в обороне Берлина.

### Третья битва за Царицын
В ходе операции в июне 1919 года, закончившейся взятием города войсками Петра Врангеля, впервые в гражданской войне утром 17 июня одновременно концентрированно произошла атака 17-ти танков Первого танкового дивизиона, сформированного в Екатеринодаре, и 4 бронепоездов: Орёл, Единая Россия, Вперёд за Родину, Атаман Самсонов, в результате чего была полностью взломана оборона красных. Из танков, сформированных в четыре танковых отряда по 4 танка, восемь штук были тяжёлыми пушечными Mk V, а девять — лёгкими пулемётными, из которых в одном находился «из спорта» британский экипаж однорукого капитана Кокса.

### Бои на Каховском плацдарме (1920)
В ходе наступления на эшелонированную оборону красных, разработанную подполковником инженерных войск Д. М. Карбышевым, к утру 14 октября 1920 года, в первые часы сражения, восемь из наличных 12 танков Mk V Русской армии Врангеля были подбиты артиллерией и бронеавтомобилями «Гарфорд-Путиловец», ещё один танк застрял, провалившись в обрушенный блиндаж, после чего пехотинцы забросали его гранатами. Только трём танкам удалось отойти на исходные позиции, остальные стали трофеями красных. Пехота, поддерживающая танки, была отсечена пулемётным огнем. В ходе боя красный броневик «Антихрист» подбил белый танк «Генералиссимус Суворов». После попадания нескольких трёхдюймовых снарядов, которые пробили броню и разрушили три цилиндра двигателя, Mk V лишился хода и был оставлен экипажем. Впоследствии он был отремонтирован, переименован в «Москвич-пролетарий» и включён в состав РККА. Такая же судьба была и у четырех из девяти трофейных танков. Остальные танки не могли быть отремонтированы по причинам их плохого состояния.

### Использование в качестве монументальной пропаганды
К празднованию 20-летия РККА часть снятых в 1938 году с вооружения Mark V, согласно распоряжению наркома обороны К. Е. Ворошилова, была распределена по городам СССР как средства монументальной пропаганды:
Танки считаю необходимым использовать следующим образом:
1. «Рикардо» в количестве 14 штук передать по два городам: Смоленску, Ростову-на-Дону, Харькову, Ленинграду, Киеву, Ворошиловграду и Архангельску для использования их как исторические памятники гражданской войны.

Установили как монументы только 11 из 14 танков, оставшихся в строю к 1938 году. Танки не достались Ленинграду, и в Архангельск ушла только одна машина. Куда делись 3 танка, которые так и не стали монументами — неизвестно. Ещё один танк (15-й, он не упоминается в указе Ворошилова) отправили на хранение в создаваемый музей в Кубинке.

### Состоял на вооружении
- США
- Великобритания
- Франция
- Россия
  - Белая армия Деникина, Русская армия Врангеля
  - РККА с 1919: харьковская, затем лефортовская танковые эскадры

## Сохранившиеся экземпляры
| Изображение | Место нахождения   | Номер и модификация    | Информация |
| ----------- | ------------------ | ---------------------- | --- |
|             | Лондон             | № 9171, самец          | Танк имеет личное наименование «Devil». Находится в Имперском военном музее в Лондоне. |
|             | Луганск            | № 9186, гермафродит    | В 1938 году два танка, снятых с вооружения, были направлены в Луганск и находятся там до наших дней. |
|             | Бовингтон          | № 9199, самец          | Находится в Танковом музее в Бовингтоне с 1925 года. Он участвовал в битве при Амьене, где его командир — лейтенант Х. А. Уиттенбери — был награжден Военным крестом. Впоследствии он был поврежден артиллерией в Белликуре в сентябре 1918 года во время Стодневного наступления.                                                                                          |
|             | Архангельск        | № 9303, самка          | Установлен на постамент в 1940 году. Второй танк в Архангельск не был привезен. |
|             | Луганск            | № 9344, гермафродит    | В 1938 году два танка, снятых с вооружения, были направлены в Луганск и находятся там до наших дней. |
|             | Форт Мур           | № 9591, самец, Mk V*   | С 2010 года является частью коллекции Национального музея бронетехники и кавалерии в Форт-Муре, штат Джорджия. Воевал в рядах 301-го тяжелого танкового батальона США. Был подбит снарядом 27 сентября 1918 г. во время атаки на линию Гинденбурга. Танк был отремонтирован и отправлен обратно в Соединенные Штаты. Это единственный сохранившийся экземпляр Mark V в США. |
|             | Бовингтон          | № 10704, самка, Mk V** | Танк имеет личное наименование «Ol’Faithful». Никогда не участвовал в боевых действиях. |
|             | Харьков            | № ?, гермафродит       | Танк захвачен РККА у белой Русской Армии барона П. Н. Врангеля на Каховском плацдарме в 1920 году. С 1938 года находится в Харькове. Четыре раза менял место своего расположения. Сейчас стоит у Харьковского исторического музея. |
|             | Кубинка            | № ?, гермафродит       | Находится в Бронетанковом музее в Кубинке. |
|             | Каменск-Шахтинский | №?                     | Находится в парке "Патриот" в Каменск-Шахтинском |

### Утраченные танки-памятники
- Танк Mark-V № 9436 в Киеве. Находился на площади III Интернационала (сейчас Европейская площадь). Похищен немцами во время оккупации Киева (1941—1943)
- Танк Mark-V в Киеве. Находился на Подоле. Демонтирован еще до Великой Отечественной войны.
- Танк Mark-V в Харькове, «гермафродит». Находился на Пролетарской площади (бывшей Сергиевской). Был утрачен в 1943 году или несколько позднее.
- Два танка Mark-V в Смоленске. Один из них имел № 9146 и был модификации «гермафродит». Во время Великой Отечественной войны вывезены немцами в Германию.  По некоторым сведениям, участвовали в обороне Берлина.
- Два танка Mark-V в Ростове-на-Дону. Один был модификации «самка», другой «гермафродит». Обе машины сдали в металлолом в 1948 году.

## Галерея
- Английский танк, захваченный воинами латышской 51-й стрелковой дивизии под Каховкой 14 октября 1920 года, справа труп врангелевского танкиста
- 4-й танковый отряд РККА из трофейных танков Mk.V
- Танк в качестве пахотного трактора в годы Гражданской войны
- Так выглядел один из Mark V в начале шестидесятых в Луганске
- Полноразмерный макет танка Mark V в танковом музее Королевского бронетанкового корпуса Австралии, Пукапуньял, штат Виктория.

## Список литературы
- Библиотека военной истории. Энциклопедия танков, Санкт-Петербург, 1998 год. Составитель Холявский Г. Л., Издатель АТС, 578стр., ISBN 985-433-253-5.